# Lista över länder efter platinaproduktion

Världsplatinaproduktionen.

Detta är en lista över länder efter platinaproduktion (2014). Den är baserad på United States Geological Survey.
| Pos | Land         | Platinaproduktion (kilogram) |
| --- | ------------ | ---------------------------- |
| —   | Världen      | 161000                       |
| 1   | Sydafrika    | 110000                       |
| 2   | Ryssland     | 25000                        |
| 3   | Zimbabwe     | 11000                        |
| 4   | Kanada       | 7200                         |
| 5   | USA          | 3650                         |
| —   | Andra länder | 3800                         |